# Bockstael (métro de Bruxelles)
Pour les articles homonymes, voir Bockstael.
Bockstael /bɔkstal/ est une station de la ligne 6 du métro de Bruxelles située à Bruxelles, sur la commune de Bruxelles-ville.

## Situation
La station se trouve sous le boulevard Émile Bockstael, du nom d'un ancien bourgmestre de Laeken, et à proximité de la place Émile Bockstael.
Elle est située entre les stations Stuyvenbergh et Pannenhuis sur la ligne 6.

## Histoire
La station es mise en service le 6 octobre 1982. Jean Glibert y réalise une intervenion artistique.

## Services aux voyageurs

### Accès
Elle dispose de cinq accès dont certains donnent aussi accès à la gare de Bockstael :
- Accès nos 1 et 2 : situés sur la place Émile Bockstael au niveau de la station de tram (accompagnés d'un escalator chacun et d'un escalator pour le second) ;
- Accès nos 3, 4 et 5 : situés de part et d'autre de la gare de Bockstael (accompagnés d'un escalator chacun).

### Quais
La station offre une configuration particulière à deux voies encadrant un unique quai central.

### Intermodalité
La station est en correspondance avec la gare de Bockstael desservie par les lignes S3, S4 et S10 du RER bruxellois.
En outre elle est desservie par les lignes 62 et 93 du tramway de Bruxelles, par les lignes 53, 86 et 88 des autobus de Bruxelles, par les lignes R30, R31, R40, R41, R45, R50, R60 et X60 du réseau de bus De Lijn et, la nuit, par la ligne N18 du réseau Noctis.

## À proximité
- Église Notre-Dame de Laeken
- Cimetière de Laeken
- Place Émile Bockstael